# Ilínskaia (Vólogda)
|  | Per a altres significats, vegeu «Ilínskaia». |

Ilínskaia (en rus: Ильинская) és un poble de l'óblast de Vólogda, a Rússia, que el 2002 no tenia cap habitant. Pertany al districte rural de Veliki Ústiug.